# Isla Mayor
|  | Per a altres significats, vegeu «Isla Mayor (desambiguació)». |

Isla Mayor és una localitat andalusa situada a la província de Sevilla (Espanya). L'any 2012 tenia 5.948 habitants.

## Història
El nucli principal està situat prop de la desembocadura del Guadalquivir, dins d'Isla Mayor, que en l'antiguitat va estar ocupada pel Lacus Ligustinus. Els constants arrossegaments de materials del riu i les marees van anar formant una illa fangosa en la desembocadura, al mateix temps que s'anava conformant la marisma. El nucli urbà es troba completament envoltat de canals i de zones destinades al cultiu de l'arròs.
En 1253, Alfons X el Savi va concedir Isla Mayor al Concejo de Sevilla i en 1272 als habitants de la Guàrdia (l'actual Puebla del Río), tornant posteriorment al seu primitiu posseïdor. Des de fa alguns segles aquestes terres de maresmes han sigut aprofitades per a l'explotació ramadera pels habitants de les poblacions circumdants. Amb el pas del temps, els pastors van anar construint petits refugis ("hatos"), originant un poblament dispers en l'Illa.
En el segle xv, els Reis Catòlics van arrendar aquestes terres per ajudar a pagar els costos de la conquesta del Regne de Granada. Una vegada retornat al Concejo de Sevilla, es va concedir mancomunitat de les pastures als pobles dels voltants.
No solament servia de pasturatge per al bestiar dels pobles riberencs, sinó que a Isla Mayor acudien ramaderies d'altres llocs com Extremadura, per camins rals i que desembocaven en el lloc que avui es coneix com a “Puente de la Isla”, on es trobava el passatge de la “barca de San Antón” (patró dels ramaders i saboners), únic lloc on travessar el riu i accedir a l'Illa.
Les extenses i nues planes marismenyes, desproveïdes d'abric natural, es van anar poblant en les vetes (terreny una mica més elevat que la resta de la plana) de barraques i hatos de pastors, vaquers i ganyans. Entorn d'aquests humils refugis van anar sorgint els primers sembrats farratgers de blat, ordi i faves. En aquest sentit, ja en els segles XV i XVI les sembres de melons en els marges del riu tenien una reconeguda reputació.
Fins al segle xix, els veïns de Sevilla i dels pobles veïns gaudien de gratuïtat de pastures per al seu bestiar. Al llarg del temps, alguna vegada van gaudir de pastures comunals la Rinconada, Salteras, Santiponce, Tomares, Camas, Bormujos, Gelves, entre d'altres. La privatització de Isla Mayor s'inicià a principis del segle xix, amb la venda d'algunes porcions de terra a particulars influents. Les despulles més significatives van ser les concessions reals de 3.000 aranzades (equivalent a unes 1.500 hectàrees) en el que esconeixia com les zones de l'Abundància i de la Vuelta del Cojo, a Fernando Sierra, gadità.
La resta d'Isla Mayor, des de Casa Alta fins a l'extrem Sud de l'Illa va ser venuda al banquer Felipe Riera, Marqués de Casa Riera. En aquesta última venda existia el compromís de realitzar una sèrie d'actuacions encaminades a dessecar la maresma i posar-les en cultiu. Aquest compromís no es va complir i pràcticament només va construir el pont de l'Illa, que va substituir a la barca de San Antón.
Tot i que arriba al segle XX quasi verge, l'ocupació agrària de la maresma es realitza ràpidament. En 1926, la Societat de les Illes del Guadalquivir (de capital anglès i suís) compra les terres al marqués i inicia el seu procés de transformació amb les primeres plantacions d'arròs. A partir de 1937, Rafael Beca Mateos, per encàrrec del general Gonzalo Queipo de Llano, li va donar un nou impuls al cultiu marismeny. Des d'aqueix moment, el poblat d'Alfons XIII va anar centrant el poblament dispers de l'Illa. Per completar la colonització de la maresma, s'instal·len, cinc quilòmetres al sud-oest d'aquest poblat, un economat i una cantina, que proveeixen als jornalers dels arrossars. Així naix el que encara es coneix popularment com El Puntal.
A partir dels anys 40 del segle xx, al voltant d'uns 900 llauradors valencians i les seues famílies van assentar-se a la localitat per tal de treballar en el cultiu de l'arròs. La majoria d'ells provenien de la Ribera Baixa i l'Horta Sud, especialment de la localitat de Sueca.
Al principi, el poblament era estacional, coincidint amb la campanya arrossera, però amb el temps va fer-se més estable. En 1956 s'hi instal·là una fàbrica de paper en el que passà a denominar-se Villafranco del Guadalquivir, en honor del dictador Francisco Franco. En 1994 es va independitzar de Puebla del Río. En l'any 2000, el nom del municipi va ser canviat per votació popular, passant a denominar-se Isla Mayor.

## Trama urbana
Illa Major presenta la típica morfologia dels poblats de colonització, amb un predomini dels carrers de traçat regular. La seua trama viària es troba estructurada en gran manera per l'avinguda que la creua en direcció aproximada nord-sud. Els blocs residencials d'edificació tradicional s'estenen per gran part de la localitat, especialment en els sectors central i septentrional d'aquesta. En la zona occidental existeixen diverses promocions de blocs plurifamiliars. En els sectors més perifèrics es localitzen les instal·lacions complementàries relacionades amb l'explotació arrossera, així com els equipaments de caràcter públic (col·legis, instal·lacions esportives, entre altres).

## Monuments d'interès
- Església de Ntra. Sra. del Carmen

En el Poblat d'Alfons XIII, el mateix rei Alfons XIII, el 3 de maig de 1928, va col·locar la primera pedra d'aquesta església. Durant aquest acte va estar acompanyat pel Príncep de Gal·les, el seu germà Jordi i empresaris anglesos. Posteriorment, durant la Segona República serviria de magatzem de gra, finalitzant la seua construcció en 1944.
Disposa d'una torre - campanar, que presenta base quadrada, i la seua altura és de 18 metres. Està formada per un primer cos que conté l'escala d'accés al campanar, de nou metres d'altura, tenint una gran similitud amb la Giralda de Sevilla en estar construïda en fàbrica de rajola i tenir dues torres concèntriques, interiors i exteriors, entre les quals corre la rampa d'accés al campanar. L'exterior es troba revestit i pintat en color blanc a calç. Aquesta església parroquial resulta ser l'edifici més emblemàtic d'aquest poblat, pertanyent en l'actualitat l'Arquebisbat de Sevilla.
- Església de San Rafael

L'Església parroquial és la de Sant Rafael, que està en el carrer Màlaga. Es tracta d'un temple modern, posterior al concili Vaticà II. L'altar major està presidit per la imatge de Ntra. Sra. de la Soledad, també es troben les imatges del Cristo del Perdón i de Sant Rafel Arcàngel, Patró d'Isla Mayor.
- Església del Poblado Escobar

Aquesta església es troba a diversos quilòmetres d'Isla Mayor en el Poblado Escobar. És una església coberta de pintura blanca, amb acabats en grocs ataronjats i en els punts alts es troben unes flors en metall.

## Demografia
| 1996  | 1998  | 1999  | 2000  | 2001  | 2002  | 2003  | 2004  | 2005  | 2006  |
| ----- | ----- | ----- | ----- | ----- | ----- | ----- | ----- | ----- | ----- |
| 6.022 | 6.053 | 6.076 | 6.057 | 6.044 | 6.008 | 5.937 | 5.899 | 5.853 | 5.798 |